# Onoz (Jura)
Onoz település Franciaországban, Jura megyében. Lakosainak száma 71 fő (2022. január 1.). Onoz Plaisia, Cernon, Écrille, Lect, Maisod, Moirans-en-Montagne, Orgelet és Sarrogna községekkel határos.

## Népesség
A település népességének változása:
| Lakosok száma | 123  | 79   | 66   | 80   | 87   | 76   | 72   | 71   | 70   | 71   |
|               | 1968 | 1982 | 1990 | 2006 | 2013 | 2015 | 2017 | 2019 | 2020 | 2022 |